# Lanna, Saleby

Lanna är en gård i Saleby socken, Lidköpings kommun.
Gården omtalas första gången 1380. 1929 etablerades Lanna som en försöksgård för Centralanstalten för försöksväsendet för på jordbruksområdet. Gården var tänkt att fungera som en typgård för gårdar på styv lerjord, av det slag Varaslätten utgör.